# Marco Blaauw
Marco Blaauw (Lichtenvoorde, 23 september 1965) is een Nederlands trompettist.

## Biografie
Marco Blaauw studeerde trompet aan het Sweelinck Conservatorium in Amsterdam. Hij studeerde vervolgens bij Pierre Thibaud en bij Markus Stockhausen. Hij heeft een internationale carrière als solist en is permanent lid van het ensemble musikFabrik in Keulen. Blaauw speelde als solist met orkesten en nieuwe muziek ensembles zoals het Nederlands Radio Symfonie Orkest, het Nationaal Pools Radio Symfonie Orkest, WDR Sinfonieorchester Keulen, de Deutsche Oper Berlin, Klangforum Wien, London Sinfonietta en het Asko|Schönberg Ensemble.
Marco Blaauws doel is om de techniek van de trompet, het trompetrepertoire en het instrument zelf verder te ontwikkelen. Hij werkt nauw samen met gevestigde en jonge componisten. Vele werken zijn speciaal geschreven voor Blaauw of zijn geïnspireerd door zijn spel, waaronder composities van Peter Eötvös, Rebecca Saunders, Richard Ayres, Isabel Mundry en Hanna Kulenty.
Sinds 1998 werkte Marco Blaauw intensief met Karlheinz Stockhausen en heeft rollen gespeeld in de première van de opera-cyclus LICHT. In augustus 2008 heeft hij de première verzorgd van "HARMONIES voor trompet" uit Stockhausens onvoltooide cyclus KLANG, voor BBC Radio 3 in de Royal Albert Hall.
Marco Blaauws optredens zijn vastgelegd in radio- en cd-opnames. Zijn eerste solo-cd getiteld Blaauw werd uitgebracht in september 2005, zijn tweede solo-cd HOT kwam uit in oktober 2006. In 2007 presenteerde hij Improvisation, een duo-cd met Gijsbrecht Roye.
In 2003 ontving Marco Blaauw de Orpheus-prijs voor zijn uitvoering van Hanna Kulenty's Trumpet Concerto tijdens het Warschauer Herfst Festival in Polen. In 2008 ontving hij de Nijmeegse oeuvreprijs voor cultuur, de Karel de Grote-prijs.
Hij is ook actief als docent, sinds 2003 op de Stockhausen Cursussen in Kürten en in 2004 en 2006 op de Internationale Zomercursussen voor Nieuwe Muziek in Darmstadt. Vanaf augustus 2008 is Marco Blaauw gastdocent aan de Hogeschool Luzern in Zwitserland.

## Lijst van trompetten
Marco Blaauw speelt verschillende soorten trompetten en verwante instrumenten: C trompet, Es flat/D trompet, Bflat trompet, piccolo trompet, C-Cornet, Bugel, Natuurtrompet, Tibetaanse trompet (Dungchen), Indische tempel trompet, Didgeridoo in D, Sjofar (een hoorn van een ram), Roze vleugelhoorn (een schelp) en de ‘Double bell trompet’.

## ‘Double Bell’ trompet
Eén trompet die Marco Blaauw speelt verdiend speciale aandacht: de ‘Double Bell’ trompet is een speciaal ontworpen trompet met twee bekers:
"De zelf ontworpen trompet is gebouwd door Dieter Gärtner, uit het bedrijf Gärtner und Thul in Düren, Duitsland. De trompet maakt gebruik van de standaard drie kleppen, plus een vierde en vijfde ventiel. Met het vierde ventiel kan ik kwarttonen spelen, snel en over het gehele bereik van de trompet. Een extra, verrassend goed en controleerbaar effect is om met een ‘half ventiel’ te spelen; in combinatie met de drie ‘gewone’ kleppen, klinkt het vrij zuiver over het hele bereik. Het is alsof je een vreemd soort demper gebruikt. Het vijfde ventiel is voor het veranderen tussen de twee bellen: om twee bellen op een trompet te hebben was een oude droom van mij, het geeft veel extra mogelijkheden:
- de dubbele bel maakt het eenvoudig om zeer snel tussen een open en gedempte trompet te wisselen (kleur-verandering en echo-effect). Dit effect suggereert het bestaan van een tweede trompet...
- het 5e ventiel kan een geleidelijke overgang maken tussen open en gedempt, waardoor een grote bereik van spannende kleuren ontstaat...
- veranderen tussen twee open bellen geeft een tremolo effect, dit is mogelijk op elke noot in het register
- het is mogelijk om een gewoon stuk op twee ‘verschillende’ trompetten te spelen, omdat de bellen zijn gemaakt van verschillend materiaal.
- zittend in een orkest of ensemble is het mogelijk de richting van het spelen te veranderen, eenvoudigweg door gebruik te maken van het vijfde ventiel; gebruik het "bells up"-effect, zonder van zitpositie te hoeven veranderen.

Voordat ik begon te experimenteren, vond ik het bijna onmogelijk om de trompet uit te breiden en tegelijkertijd te verbeteren. Maar het experiment werkte zeer goed! Het lijkt erop dat bij de evolutie van de trompet het eindpunt nog lang niet is bereikt."

## Discografie
- 2005 Blaauw
- 2006 HOT
- 2008 Improvisation, samen met Gijsbrecht Roye.